# Axel Carpelan

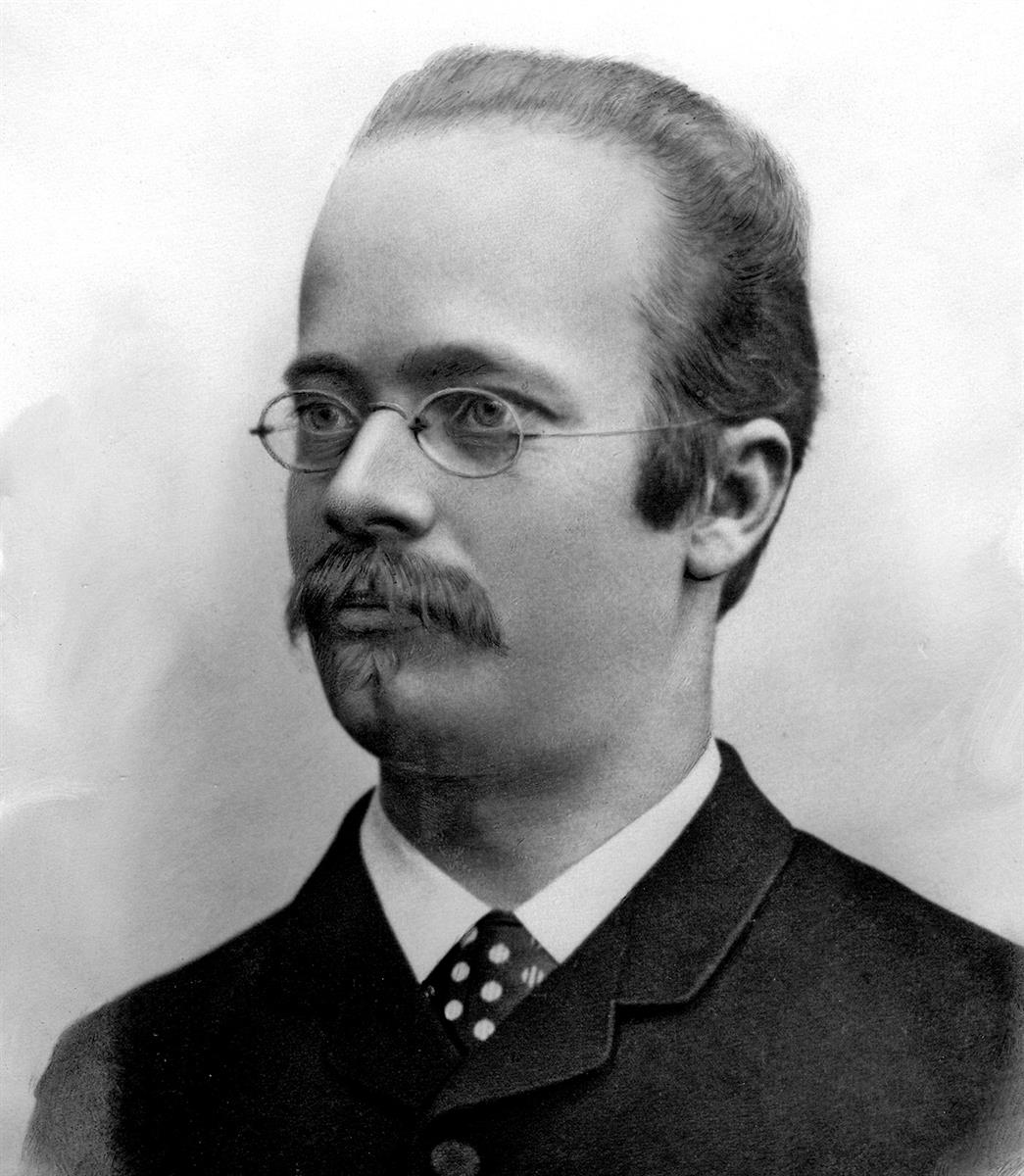
Axel Carpelan.

Carl Axel Frithiof Carpelan, född 15 januari 1858 i Helsingfors, död 24 mars 1919 i Åbo, var en finländsk adelsman (friherre).
Carpelan var amatörviolinist och god vän till Jean Sibelius. Musiken och vänskapen med Sibelius ansåg han vara det viktigaste i livet. Carpelan och Sibelius brevväxlade mellan åren 1900 och 1919 och den kompletta brevsamlingen är utgiven av Fabian Dahlström. Axel Carpelan och brevväxlingen med Sibelius utgör också bakgrunden till Bo Carpelans roman Axel (1986). Axel Carpelan var Bo Carpelans farfars bror. Axel var kusin till Tor Carpelan.
I brevväxlingen för Carpelan vidlyftiga resonemang om vardagliga händelser, politik, litteratur och religion. Han har synpunkter på Sibelius kompositioner och kommer med förslag till omarbetningar och ändringar. Sibelius tillägnade Carpelan sin andra symfoni i D-dur op. 43. Carpelan uppmuntrade Sibelius i kompositionsarbetet och hjälpte honom också att hitta mecenater ekonomin så krävde.
Då Axel Carpelan dog skrev Sibelius i sin dagbok: "För hvem skall jag numera komponera?"